# 메리어트 인터내셔널
메리어트 인터내셔널(영어: Marriott International)은 전 세계로 호텔을 전개하는 미국의 호텔 회사이다.
1927년 5월 윌러드 메리어트이 부인과 함께 9석의 음료 가판대를 연 게 시초이며, 현재 호텔 브랜드는 창업주의 이름 앞 글자에서 따온 JW 메리어트 호텔과 메리어트 호텔이다. 현재 전 세계 70여개국 3,400개의 호텔 체인점을 운영하고 있다.

## 역사
'메리어트 호텔'이라는 이름으로 먼저 연 체인점은 1959년 미국 텍사스주 알링턴에 위치한 '키브리지 메리어트 호텔'이다.
이후 1970년부터는 호텔 위탁 사업을 실시했고 이 해에 네덜란드 암스테르담에 최초의 외국 지점을 개설했으며, 1998년에는 리츠칼튼의 지분 일부를 인수하여 주주가 되었다. 2016년 9월 23일 스타우드 호텔 & 리조트와 인수합병을 마무리 짓고, 30개의 호텔 브랜드를 보유한 세계 최대의 호텔 기업으로 거듭났다.
2016년에는 스타우드 호텔 & 리조트를 인수했다.

## 브랜드 및 자회사
크게 '메리어트 호텔'과 'JW 메리어트 호텔', '르네상스 메리어트 호텔' 등 세 가지로 나뉘는데, JW 메리어트 호텔은 다른 메리어트 호텔 체인 중에서 최상급 호텔에게 붙이는 브랜드이다.

2014년 현재 메리어트 인터내셔널의 자회사는 다음과 같다.
- 메리어트 호텔 & 리조트
- JW 메리어트 호텔 & 리조트
- 르네상스 메리어트 호텔 & 리조트
- 메리어트컨퍼런스센터
- 리츠칼튼
- 불가리 호텔 & 리조트
- 코트야드 바이 메리어트
- 페어필드 인 바이 메리어트
- 스프링힐 슈츠 바이 메리어트
- 레지던스 인 바이 메리어트
- 오토그래프 컬렉션

## 같이 보기
- 메리어트 세계 무역 센터
- JW 메리어트 마키스 두바이
- 서울 반포 JW 메리어트 호탤
- 서울 동대문 JW 메리어트 호텔
- JW 메리어트 제주 리조트 & 스파
- 동해 망상 JW 메리어트 리조트 & 스파

## 마케팅
진급제도를 하고 있는 메리어트 호텔이다. 메리어트 호텔 체인 중에서 총지배인 이상의 직급의 절반 정도는 도어맨이나 전화응대직원, 웨이터 등 시간제 근로자부터 시작한 직원들일 정도로 내부직원의 진급 가능성이 열려있는 곳이라고 해도 과언이 아니다. 